# Wageten
Wageten är en bergstopp i Schweiz.   Den ligger i kantonen Glarus, i den östra delen av landet, 120 km öster om huvudstaden Bern. Toppen på Wageten är 1 755 meter över havet, eller 166 meter över den omgivande terrängen. Bredden vid basen är 0,78 km.
Terrängen runt Wageten är bergig åt sydost, men åt nordväst är den kuperad. Runt Wageten är det ganska tätbefolkat, med 179 invånare per kvadratkilometer.. Närmaste större samhälle är Rapperswil, 17,9 km nordväst om Wageten. 
I omgivningarna runt Wageten växer i huvudsak blandskog.